# Балабановка (Хмельницкая область)
Балабановка (укр. Балабанівка) — село в Новоушицком районе Хмельницкой области Украины.
Население по переписи 2001 года составляло 256 человек. Почтовый индекс — 32633. Телефонный код — 3847. Занимает площадь 1,89 км². Код КОАТУУ — 6823386002.

## Местный совет
32633, Хмельницкая обл., Новоушицкий р-н, с. Малая Стружка